# RS-487
Pour les articles homonymes, voir Route 487.
La RS 487 est une route locale du Nord-Ouest de l'État du Rio Grande do Sul, reliant la BR-480, depuis la municipalité d'Erval Grande, à la RS-406, sur le territoire de la commune de Nonoai. Elle dessert Erval Grande, Benjamin Constant do Sul, Faxinalzinho et Nonoai, et est longue de 32,300 km.